# Blechnum penna-marina
Blechnum penna-marina là một loài thực vật có mạch trong họ Blechnaceae. Loài này được (Poir.) Kuhn mô tả khoa học đầu tiên năm 1868.

## Hình ảnh

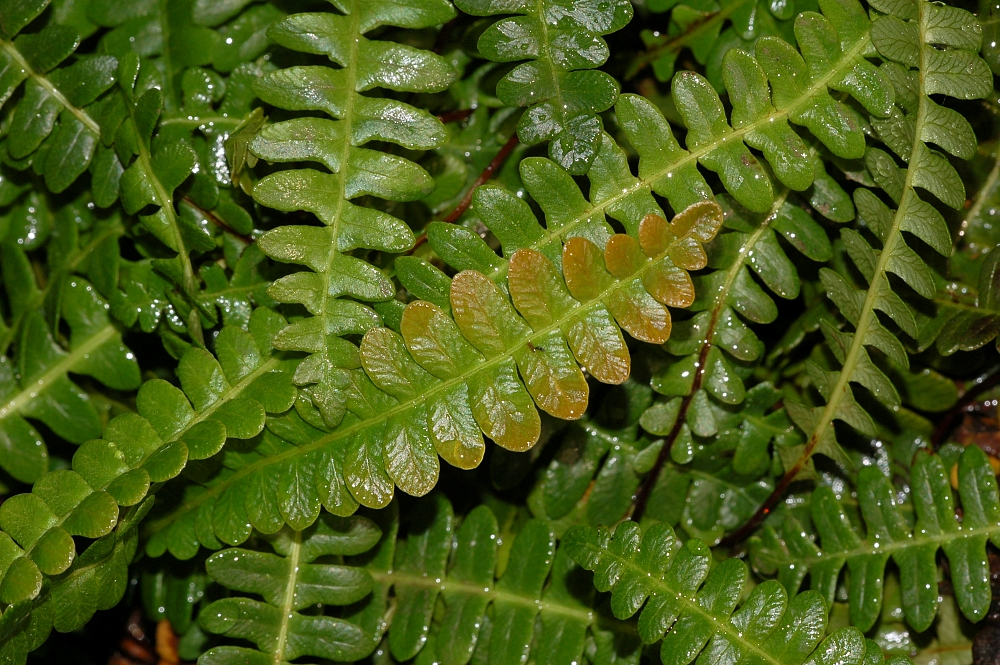
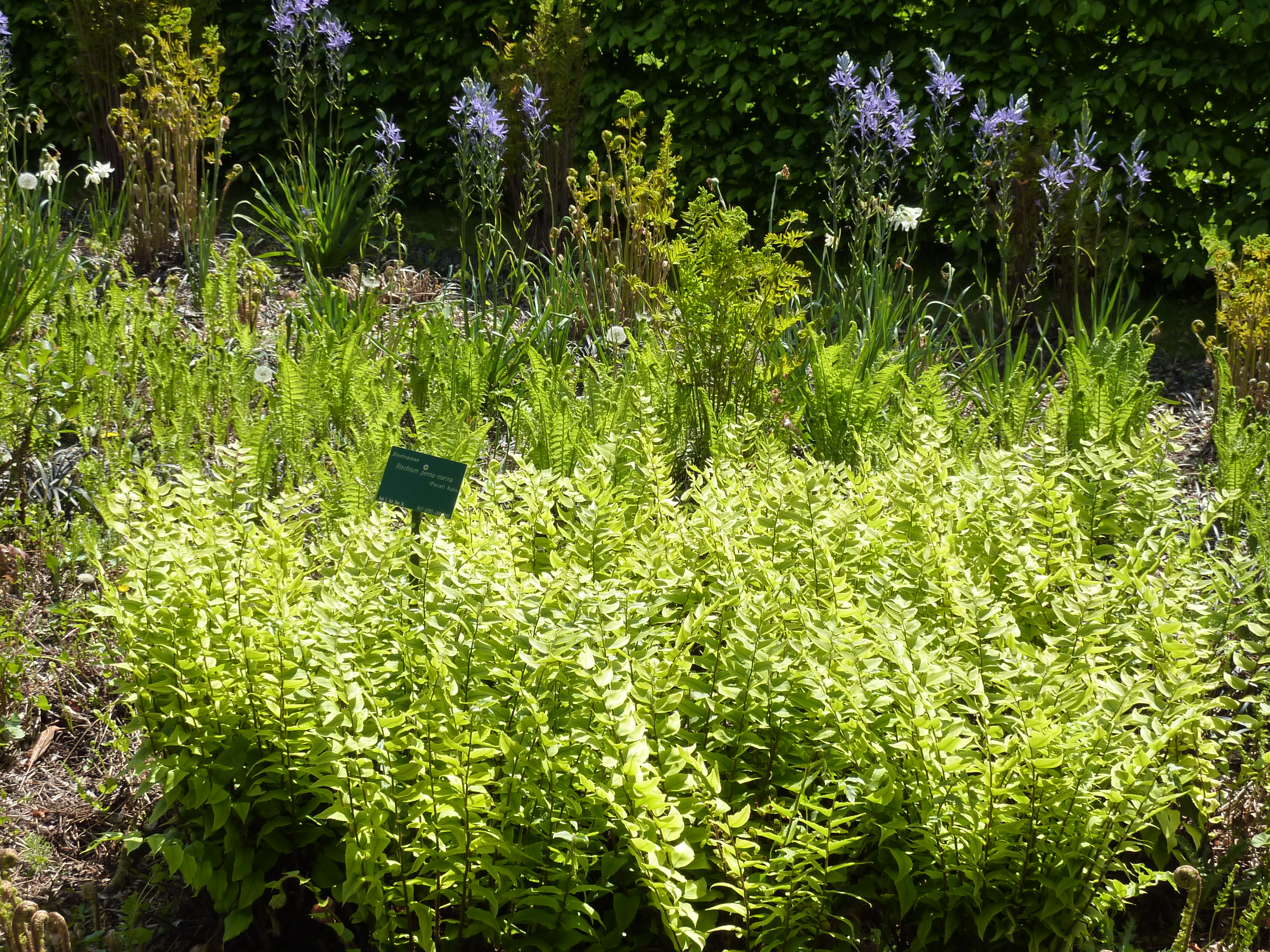
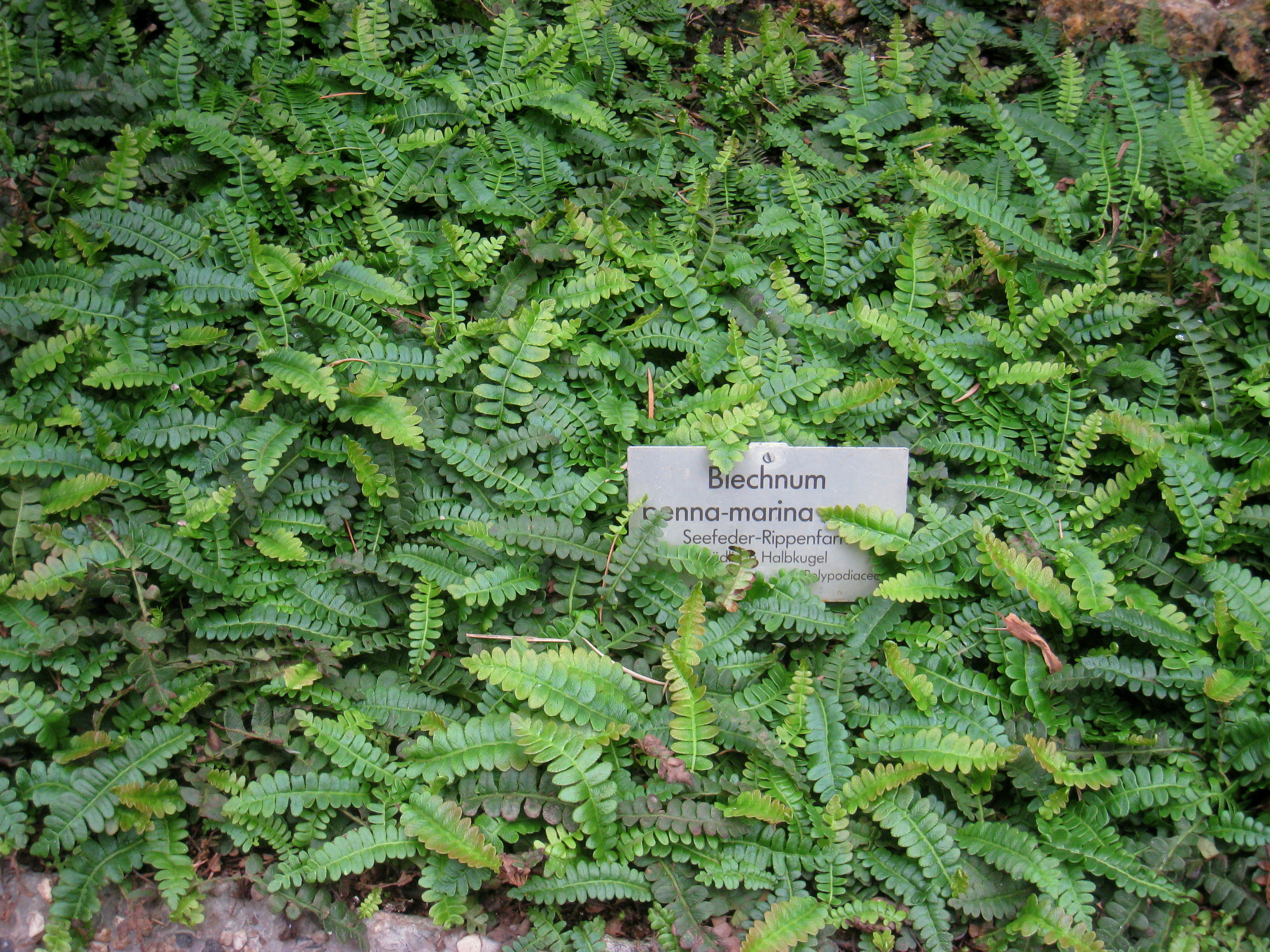
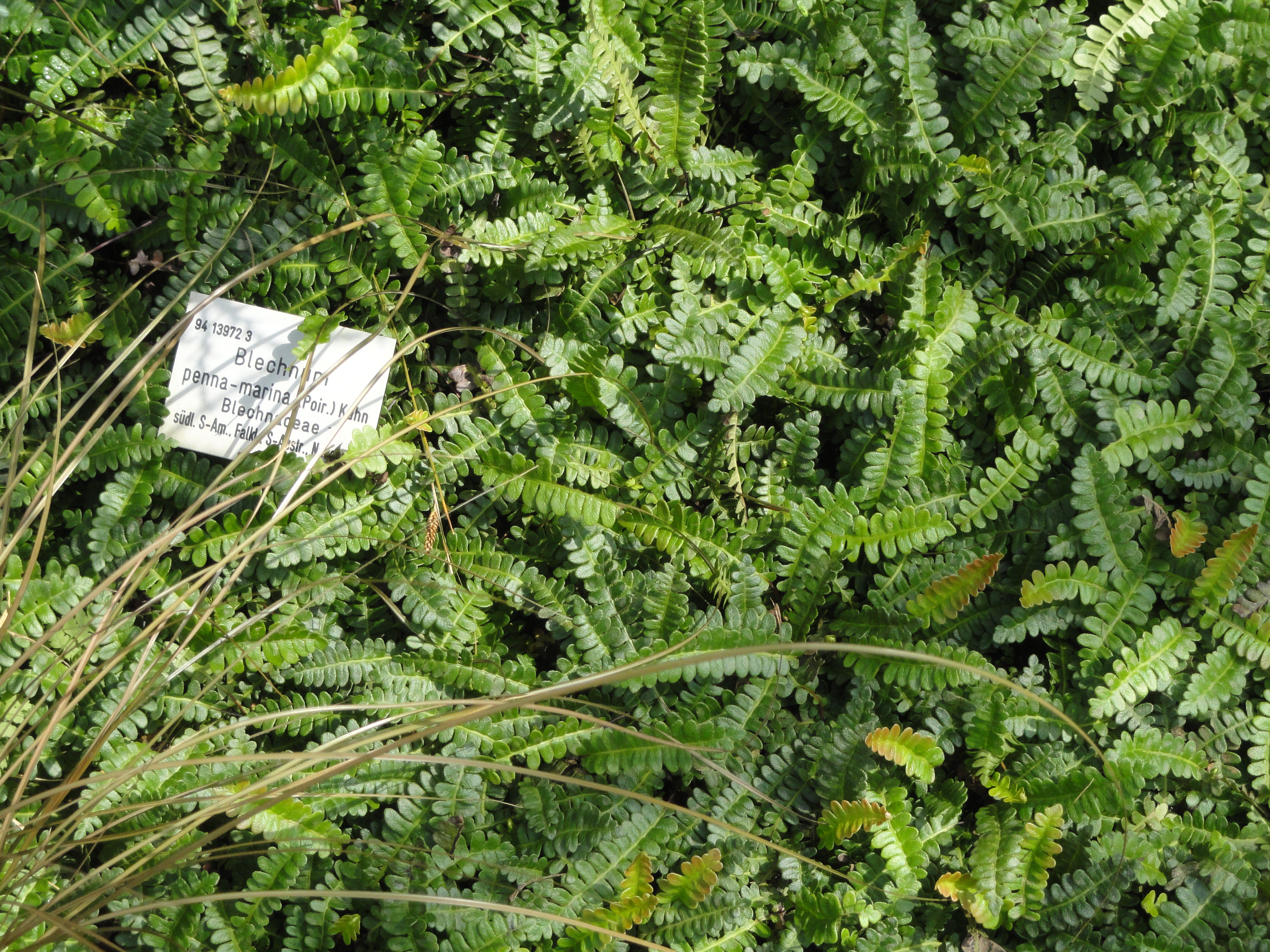